# (4003) Schumann
(4003) Schumann es un asteroide perteneciente al cinturón exterior de asteroides descubierto por Freimut Börngen desde el Observatorio Karl Schwarzschild, en Tautenburg, Alemania, el 8 de marzo de 1964.

## Designación y nombre
Schumann recibió al principio la designación de 1964 ED.
Posteriormente, en 1989, se nombró en honor del compositor alemán Robert Schumann (1810-1856).

## Características orbitales
Schumann está situado a una distancia media de 3,44 ua del Sol, pudiendo acercarse hasta 3,12 ua y alejarse hasta 3,761 ua. Su excentricidad es 0,0932 y la inclinación orbital 5,021 grados. Emplea 2331 días en completar una órbita alrededor del Sol.

## Características físicas
La magnitud absoluta de Schumann es 11,2 y el periodo de rotación de 5,75 horas.